# Armen Vardanian
Armen Vardanian –en ucraniano, Армен Варданян; en armenio, Արմեն Վարդանյան– (Leninakan, 30 de noviembre de 1982) es un deportista ucraniano de origen armenio que compite en lucha grecorromana.
Participó en dos Juegos Olímpicos de Verano, obteniendo una medalla de bronce en Pekín 2008, en la categoría de 66 kg, y el quinto lugar en Atenas 2004. Ha ganado tres medallas de plata en el Campeonato Mundial de Lucha entre los años 2003 y 2015, y tres medallas en el Campeonato Europeo de Lucha entre los años 2003 y 2008.

## Palmarés internacional
| Juegos Olímpicos   | Juegos Olímpicos               | Juegos Olímpicos  | Juegos Olímpicos |
| Año                | Lugar                          | Medalla           | Categoría        |
| ------------------ | ------------------------------ | ----------------- | ---------------- |
| 2008               | Pekín (China)                  | Medalla de bronce | 66 kg            |
| Campeonato Mundial |                                |                   |                  |
| Año                | Lugar                          | Medalla           | Categoría        |
| 2003               | Créteil (Francia)              | Medalla de plata  | 66 kg            |
| 2010               | Moscú (Rusia)                  | Medalla de plata  | 66 kg            |
| 2015               | Las Vegas (Estados Unidos)     | Medalla de plata  | 71 kg            |
| Campeonato Europeo |                                |                   |                  |
| Año                | Lugar                          | Medalla           | Categoría        |
| 2003               | Belgrado (Serbia y Montenegro) | Medalla de plata  | 66 kg            |
| 2004               | Haparanda (Suecia)             | Medalla de oro    | 66 kg            |
| 2008               | Tampere (Finlandia)            | Medalla de oro    | 66 kg            |